# Kang Sul-ki
Kang Sul-ki (korejsky 강슬기, anglický přepis: Kang Seul-gi; * 10. února 1994, Ansan), uměleckým jménem Seulgi, je jihokorejská zpěvačka a tanečnice. Od roku 2014 je členkou dívčí hudební skupiny Red Velvet a od roku 2020 je také členkou její podskupiny Red Velvet – Irene & Seulgi fungující pod vydavatelstvím SM Entertainment. V roce 2022 debutovala jako sólistka s EP 28 Reasons. 

## Život a kariéra

### 1994–2006: Mládí
Kang Sul-ki se narodila 10. února roku 1994 v Ansan, v provincii Kjonggi v Jižní Koreji. Vystudovala nižší střední školu Byeolmang v Ansanu a navštěvovala také střední školu scénických umění v Soulu.

### 2007–2014: Aktivity před debutem
V roce 2007 byla přijata jako praktikantka u společnosti SM Entertainment. Dne 2. prosince 2013 byla Seulgi představena jako členka SM Rookies. Společnost SM Entertainment vydala několik klipů se Seulgi, jedním z nich bylo taneční vystoupení písně Be Natural od S.E.S., na kterém se objevila další budoucí členka Red Velvet Irene. V červenci 2014 se objevila v písni „Butterfly“ od Henryho Laua. Objevila se také v hudebním videoklipu k jeho singlu „Fantastic“.

### 2014–současnost: debut s Red Velvet a sólové aktivity
V roce 2014 1. srpna debutovala jako členka skupiny Red Velvet. Ve skupině působí jako hlavní tanečnice a vedoucí vokálista. V červenci 2016 vydala Seulgi s Wendy, další členkou skupiny, skladbu „Don't Push Me“ jako součást soundtracku k televiznímu seriálu Uncontrollably Fond. 18. listopadu nazpívala úvodní píseň k MMORPG Blade & Soul, s názvem You, Just Like That, ačkoli oficiálně byla jako digitální singl vydána až v roce 2017. 30. prosince vydala Seulgi s Wendy a dalšími umělci patřící pod SM Entertainment digitální singl Sound of Your Heart.
V říjnu 2017 se objevila v písni „Heart Stop“ od Taemina.
V roce 2020 Seulgi debutovala v podskupině Red Velvet – Irene & Seulgi. Dne 13. září 2022 bylo oznámeno, že Seulgi bude debutovat jako sólistka. 4. října bylo vydáno album 28 Reasons společně se stejnojmenným vedoucím singlem.
18. února 2025 společnost SM Entertainment oznámila, že Seugi vydá 10. března své druhé EP nazvané Accidentally on Purpose s vedoucím singlem „Baby, Not Baby“.

## Diskografie

### EP
| Název                   | Datum vydání    | Vydavatel        | Prodeje                    | Reference |
| ----------------------- | --------------- | ---------------- | -------------------------- | --------- |
| 28 Reasons              | 4. října 2022   | SM Entertainment | • 241 304 (v Jižní Koreji) | [ 13 ]    |
| Accidentally on Purpose | 10. března 2025 | SM Entertainment | • 154 158 (v Jižní Koreji) | [ 11 ]    |

## Videografie

### Hudební videa
| Název            | Rok vydání | Režisér      | Reference |
| ---------------- | ---------- | ------------ | --------- |
| „28 Reasons“     | 2022       | Kwak Doori   | [ 15 ]    |
| „Baby, Not Baby“ | 2025       | Ha Jung-hoon | [ 16 ]    |